# 霍波格 (紐約州)
霍波格（英語：Hauppauge）是位於美國紐約州薩福克縣的普查規定居民點。

## 人口
根據2020年美國人口普查的數據，霍波格的面積為26.66平方千米，當中陸地面積為26.43平方千米，而水域面積為0.23平方千米。當地共有人口20083人，而人口密度為每平方千米753.3人。